# Karl Johannes Aymanns
Karl Johannes Aymanns (* 31. Januar 1948 in Mannheim) ist ein deutscher Apotheker und Manager. Er war bis 2009 Vice President bei Pfizer Deutschland.

## Leben
Nach seiner Promotion in Chemie 1974 mit der Dissertation Die Reaktion von Metaldehyd mit Indolen und einer kurzen Zeit bei BASF begann er 1977 bei Pfizer Deutschland und stieg im Verlauf zum Vice President Regional Leader PGM Northern Europe und zum Geschäftsführer von Pfizer Deutschland GmbH auf. Nach dem Umzug von Pfizer Deutschland nach Berlin ging Aymanns 2009 in Ruhestand. Eine seiner letzten Amtshandlungen war die Auflösung des Pfizer Werkes in Frankfurt-Höchst, das von ihm zwei Jahre zuvor für 1,3 Milliarden Euro gekauft wurde.
Aymanns war auch im Vorstand des Deutschen Apothekerverbandes (DAV).
Karl Johannes Aymanns ist verheiratet und Vater zweier Söhne.